# El Picarcho
El Picarcho es el nombre que recibe el yacimiento arqueológico situado en la Sierra de Mira, 2 km al norte de Camporrobles (Valencia). Se trata de un pequeño asentamiento de la Edad del Bronce de apenas 500 m², emplazado a 1124 m s. n. m. y algo al norte del yacimiento prerromano y andalusí de El Molón. Fue objeto en 1981 de una excavación de urgencia realizada por el Servicio de Investigación Prehistórica, que dirigió M. Gil-Mascarell.

## Historia
Los trabajos en la terraza superior proporcionaron una interesante estratigrafía de más de 2 m, en la que se detectaron dos niveles de ocupación, con una fase de abandono entre ambos. Las dos fases parecen asociarse a una diferente funcionalidad del espacio: área de almacén en la capa superior y zona de basurero la capa inferior. El final de la ocupación parece relacionarse con una destrucción violenta, posiblemente un incendio, a juzgar por la descripción del nivel superior, de tierra negra con carbones, fragmentos de adobe y tierra cocida.

## Hallazgos
La cerámica permite adscribir el yacimiento al Bronce Pleno, con una tipología similar a la de otros poblados conquenses, turolenses y, en menor medida, valencianos. Predominan los contenedores de tamaño medio destinados al almacenamiento de líquidos y sólidos, además de alguna escudilla, cuencos y vasos carenados, ollas y orzas, y un vaso carenado profundo. Otros materiales son: un botón de marfil de perforación en V, localizado en la base de la estratigrafía, y un punzón metálico, un idolillo de piedra y un silbato de cerámica hallados en la superficie o en las inmediaciones del cerro.
Los restos de fauna muestran el predominio de los ovicápridos, utilizados por su carne, frente a los bóvidos y suidos que resultan marginales. La aparición de un cánido se vincula al cuidado de los rebaños o a su participación en actividades cinegéticas, y la presencia de animales silvestres es también marginal, documentada por algunos conejos y un ciervo cazados en edad adulta.